# 21e étape du Tour d'Espagne 2004
Pour un article plus général, voir Tour d'Espagne 2004.
La 21e étape du Tour d'Espagne 2004 a eu lieu le 25 septembre 2004 au cœur de la ville de Madrid sur une distance de 28,2 km. Elle a été remportée par l'Espagnol Santiago Pérez (Phonak Hearing Systems) devant ses compatriotes Francisco Mancebo (Illes Balears-Banesto) et Carlos Sastre (CSC). Roberto Heras (Liberty Seguros) conserve le maillot de leader à l'issue de l'étape et remporte sa troisième édition du Tour d'Espagne.

## Classement de l'étape
| \| Classement de l'étape \| Classement de l'étape \| Classement de l'étape \| Classement de l'étape \| Classement de l'étape \| \| Coureur \| Coureur \| Pays \| Équipe \| Temps \| \| --------------------- \| --------------------- \| --------------------- \| ------------------------------- \| --------------------- \| \| 1er \| Santiago Pérez \| Espagne \| Phonak Hearing Systems \| 35 min 05 s \| \| 2e \| Francisco Mancebo \| Espagne \| Illes Balears-Banesto \| + 7 s \| \| 3e \| Carlos Sastre \| Espagne \| CSC \| + 8 s \| \| 4e \| Roberto Heras \| Espagne \| Liberty Seguros \| + 13 s \| \| 5e \| David Blanco \| Espagne \| Comunidad Valenciana-Kelme \| + 18 s \| \| 6e \| Bert Grabsch \| Allemagne \| Phonak Hearing Systems \| + 34 s \| \| 7e \| Víctor Hugo Peña \| Colombie \| US Postal Service-Berry Floor \| + 36 s \| \| 8e \| Luis Pérez Rodríguez \| Espagne \| Cofidis-Le Crédit par Téléphone \| + 52 s \| \| 9e \| Vladimir Gusev \| Russie \| CSC \| + 55 s \| \| 10e \| Jörg Jaksche \| Allemagne \| CSC \| + 58 s \| |                      |           |                                 |             |
| |                      |           |                                 |             |
| |                      |           |                                 |             |
| Classement de l'étape |                      |           |                                 |             |
| Coureur | Coureur              | Pays      | Équipe                          | Temps       |
| 1er | Santiago Pérez       | Espagne   | Phonak Hearing Systems          | 35 min 05 s |
| 2e | Francisco Mancebo    | Espagne   | Illes Balears-Banesto           | + 7 s       |
| 3e | Carlos Sastre        | Espagne   | CSC                             | + 8 s       |
| 4e | Roberto Heras        | Espagne   | Liberty Seguros                 | + 13 s      |
| 5e | David Blanco         | Espagne   | Comunidad Valenciana-Kelme      | + 18 s      |
| 6e | Bert Grabsch         | Allemagne | Phonak Hearing Systems          | + 34 s      |
| 7e | Víctor Hugo Peña     | Colombie  | US Postal Service-Berry Floor   | + 36 s      |
| 8e | Luis Pérez Rodríguez | Espagne   | Cofidis-Le Crédit par Téléphone | + 52 s      |
| 9e | Vladimir Gusev       | Russie    | CSC                             | + 55 s      |
| 10e | Jörg Jaksche         | Allemagne | CSC                             | + 58 s      |

## Classement général
| \| Classement général \| Classement général \| Classement général \| Classement général \| Classement général \| \| Coureur \| Coureur \| Pays \| Équipe \| Temps \| \| ------------------ \| -------------------------- \| ------------------ \| ------------------------------- \| ------------------ \| \| 1er \| Roberto Heras \| Espagne \| Liberty Seguros \| 77 h 42 min 46 s \| \| 2e \| Santiago Pérez \| Espagne \| Phonak Hearing Systems \| + 30 s \| \| 3e \| Francisco Mancebo \| Espagne \| Illes Balears-Banesto \| + 2 min 13 s \| \| 4e \| Alejandro Valverde \| Espagne \| Comunidad Valenciana-Kelme \| + 3 min 30 s \| \| 5e \| Carlos García Quesada \| Espagne \| Comunidad Valenciana-Kelme \| + 7 min 44 s \| \| 6e \| Carlos Sastre \| Espagne \| CSC \| + 8 min 11 s \| \| 7e \| Isidro Nozal \| Espagne \| Liberty Seguros \| + 8 min 32 s \| \| 8e \| José Ángel Gómez Marchante \| Espagne \| Costa de Almería-Paternina \| + 13 min 08 s \| \| 9e \| Luis Pérez Rodríguez \| Espagne \| Cofidis-Le Crédit par Téléphone \| + 13 min 24 s \| \| 10e \| David Blanco \| Espagne \| Comunidad Valenciana-Kelme \| + 15 min 15 s \| |                            |         |                                 |                  |
| |                            |         |                                 |                  |
| |                            |         |                                 |                  |
| Classement général |                            |         |                                 |                  |
| Coureur | Coureur                    | Pays    | Équipe                          | Temps            |
| 1er | Roberto Heras              | Espagne | Liberty Seguros                 | 77 h 42 min 46 s |
| 2e | Santiago Pérez             | Espagne | Phonak Hearing Systems          | + 30 s           |
| 3e | Francisco Mancebo          | Espagne | Illes Balears-Banesto           | + 2 min 13 s     |
| 4e | Alejandro Valverde         | Espagne | Comunidad Valenciana-Kelme      | + 3 min 30 s     |
| 5e | Carlos García Quesada      | Espagne | Comunidad Valenciana-Kelme      | + 7 min 44 s     |
| 6e | Carlos Sastre              | Espagne | CSC                             | + 8 min 11 s     |
| 7e | Isidro Nozal               | Espagne | Liberty Seguros                 | + 8 min 32 s     |
| 8e | José Ángel Gómez Marchante | Espagne | Costa de Almería-Paternina      | + 13 min 08 s    |
| 9e | Luis Pérez Rodríguez       | Espagne | Cofidis-Le Crédit par Téléphone | + 13 min 24 s    |
| 10e | David Blanco               | Espagne | Comunidad Valenciana-Kelme      | + 15 min 15 s    |

## Classements annexes
| Classement par points | Classement par points | Classement par points | Classement par points      | Classement par points |
| Coureur               | Coureur               | Pays                  | Équipe                     | Points                |
| --------------------- | --------------------- | --------------------- | -------------------------- | --------------------- |
| 1er                   | Erik Zabel            | Allemagne             | T-Mobile                   | 152 pts               |
| 2e                    | Alejandro Valverde    | Espagne               | Comunidad Valenciana-Kelme | 144 pts               |
| 3e                    | Roberto Heras         | Espagne               | Liberty Seguros            | 142 pts               |
| 4e                    | Santiago Pérez        | Espagne               | Phonak Hearing Systems     | 135 pts               |
| 5e                    | Francisco Mancebo     | Espagne               | Illes Balears-Banesto      | 134 pts               |

| Classement par points | Classement par points | Classement par points | Classement par points      | Classement par points |
| Coureur               | Coureur               | Pays                  | Équipe                     | Points                |
| --------------------- | --------------------- | --------------------- | -------------------------- | --------------------- |
| 1er                   | Erik Zabel            | Allemagne             | T-Mobile                   | 152 pts               |
| 2e                    | Alejandro Valverde    | Espagne               | Comunidad Valenciana-Kelme | 144 pts               |
| 3e                    | Roberto Heras         | Espagne               | Liberty Seguros            | 142 pts               |
| 4e                    | Santiago Pérez        | Espagne               | Phonak Hearing Systems     | 135 pts               |
| 5e                    | Francisco Mancebo     | Espagne               | Illes Balears-Banesto      | 134 pts               |

| Classement de la montagne | Classement de la montagne | Classement de la montagne | Classement de la montagne  | Classement de la montagne |
| Coureur                   | Coureur                   | Pays                      | Équipe                     | Points                    |
| ------------------------- | ------------------------- | ------------------------- | -------------------------- | ------------------------- |
| 1er                       | Félix Cárdenas            | Colombie                  | Cafés Baqué                | 167 pts                   |
| 2e                        | Roberto Heras             | Espagne                   | Liberty Seguros            | 111 pts                   |
| 3e                        | Santiago Pérez            | Espagne                   | Phonak Hearing Systems     | 110 pts                   |
| 4e                        | Eladio Jiménez            | Espagne                   | Comunidad Valenciana-Kelme | 110 pts                   |
| 5e                        | Francisco Mancebo         | Espagne                   | Illes Balears-Banesto      | 92 pts                    |

| Classement de la montagne | Classement de la montagne | Classement de la montagne | Classement de la montagne  | Classement de la montagne |
| Coureur                   | Coureur                   | Pays                      | Équipe                     | Points                    |
| ------------------------- | ------------------------- | ------------------------- | -------------------------- | ------------------------- |
| 1er                       | Félix Cárdenas            | Colombie                  | Cafés Baqué                | 167 pts                   |
| 2e                        | Roberto Heras             | Espagne                   | Liberty Seguros            | 111 pts                   |
| 3e                        | Santiago Pérez            | Espagne                   | Phonak Hearing Systems     | 110 pts                   |
| 4e                        | Eladio Jiménez            | Espagne                   | Comunidad Valenciana-Kelme | 110 pts                   |
| 5e                        | Francisco Mancebo         | Espagne                   | Illes Balears-Banesto      | 92 pts                    |

| Classement du combiné | Classement du combiné | Classement du combiné | Classement du combiné      | Classement du combiné |
| Coureur               | Coureur               | Pays                  | Équipe                     | Points                |
| --------------------- | --------------------- | --------------------- | -------------------------- | --------------------- |
| 1er                   | Roberto Heras         | Espagne               | Liberty Seguros            | 6 pts                 |
| 2e                    | Santiago Pérez        | Espagne               | Phonak Hearing Systems     | 9 pts                 |
| 3e                    | Francisco Mancebo     | Espagne               | Illes Balears-Banesto      | 13 pts                |
| 4e                    | Alejandro Valverde    | Espagne               | Comunidad Valenciana-Kelme | 13 pts                |
| 5e                    | Isidro Nozal          | Espagne               | Liberty Seguros            | 27 pts                |

| Classement du combiné | Classement du combiné | Classement du combiné | Classement du combiné      | Classement du combiné |
| Coureur               | Coureur               | Pays                  | Équipe                     | Points                |
| --------------------- | --------------------- | --------------------- | -------------------------- | --------------------- |
| 1er                   | Roberto Heras         | Espagne               | Liberty Seguros            | 6 pts                 |
| 2e                    | Santiago Pérez        | Espagne               | Phonak Hearing Systems     | 9 pts                 |
| 3e                    | Francisco Mancebo     | Espagne               | Illes Balears-Banesto      | 13 pts                |
| 4e                    | Alejandro Valverde    | Espagne               | Comunidad Valenciana-Kelme | 13 pts                |
| 5e                    | Isidro Nozal          | Espagne               | Liberty Seguros            | 27 pts                |

| Classement par équipes | Classement par équipes     | Classement par équipes | Classement par équipes |
| Équipe                 | Équipe                     | Pays                   | Temps                  |
| ---------------------- | -------------------------- | ---------------------- | ---------------------- |
| 1re                    | Comunidad Valenciana-Kelme | Espagne                | 233 h 04 min 50 s      |
| 2e                     | Liberty Seguros            | Espagne                | + 27 min 22 s          |
| 3e                     | Illes Balears-Banesto      | Espagne                | + 36 min 51 s          |
| 4e                     | Costa de Almería-Paternina | Espagne                | + 54 min 41 s          |
| 5e                     | Phonak Hearing Systems     | Suisse                 | + 57 min 25 s          |

| Classement par équipes | Classement par équipes     | Classement par équipes | Classement par équipes |
| Équipe                 | Équipe                     | Pays                   | Temps                  |
| ---------------------- | -------------------------- | ---------------------- | ---------------------- |
| 1re                    | Comunidad Valenciana-Kelme | Espagne                | 233 h 04 min 50 s      |
| 2e                     | Liberty Seguros            | Espagne                | + 27 min 22 s          |
| 3e                     | Illes Balears-Banesto      | Espagne                | + 36 min 51 s          |
| 4e                     | Costa de Almería-Paternina | Espagne                | + 54 min 41 s          |
| 5e                     | Phonak Hearing Systems     | Suisse                 | + 57 min 25 s          |